# Suspended Alibi
Suspended Alibi é um filme policial em preto e branco produzido no Reino Unido, dirigido por Alfred Shaughnessy e lançado em 1957.